# Алькантарський міст
Алькантарський міст (також Траянський міст у Алькантарі) — це давньоримський кам'яний арковий міст, збудований через річку Тагус в Алькантарі, Іспанія, між 104 та 106 роками н. е. за наказом римського імператора Траяна від 98 року. На мості є напис латиною Pontem perpetui mansurum in saecula («Я збудував міст, який стоятиме вічно») на арці над центральним пірсом. Крім того, на мосту є позначення імені архітектора — Caius Julius Lacer, а по центру — присвята на честь імператора "Imp(eratori)· Caesari· Divi. Nervae·(filii)·Aug(usto)·Pont(ifici)·Max(imo)·trib(unicia)·potest(ate).
Саме слово «Алькантара» походить від арабського القنطرة (al-qanţarah), що означає «міст».
З 1921 року міст занесений до культурної спадщини Іспанії, але досі використовується як для пішого, так і автомобільного переходу через річку.

## Історія

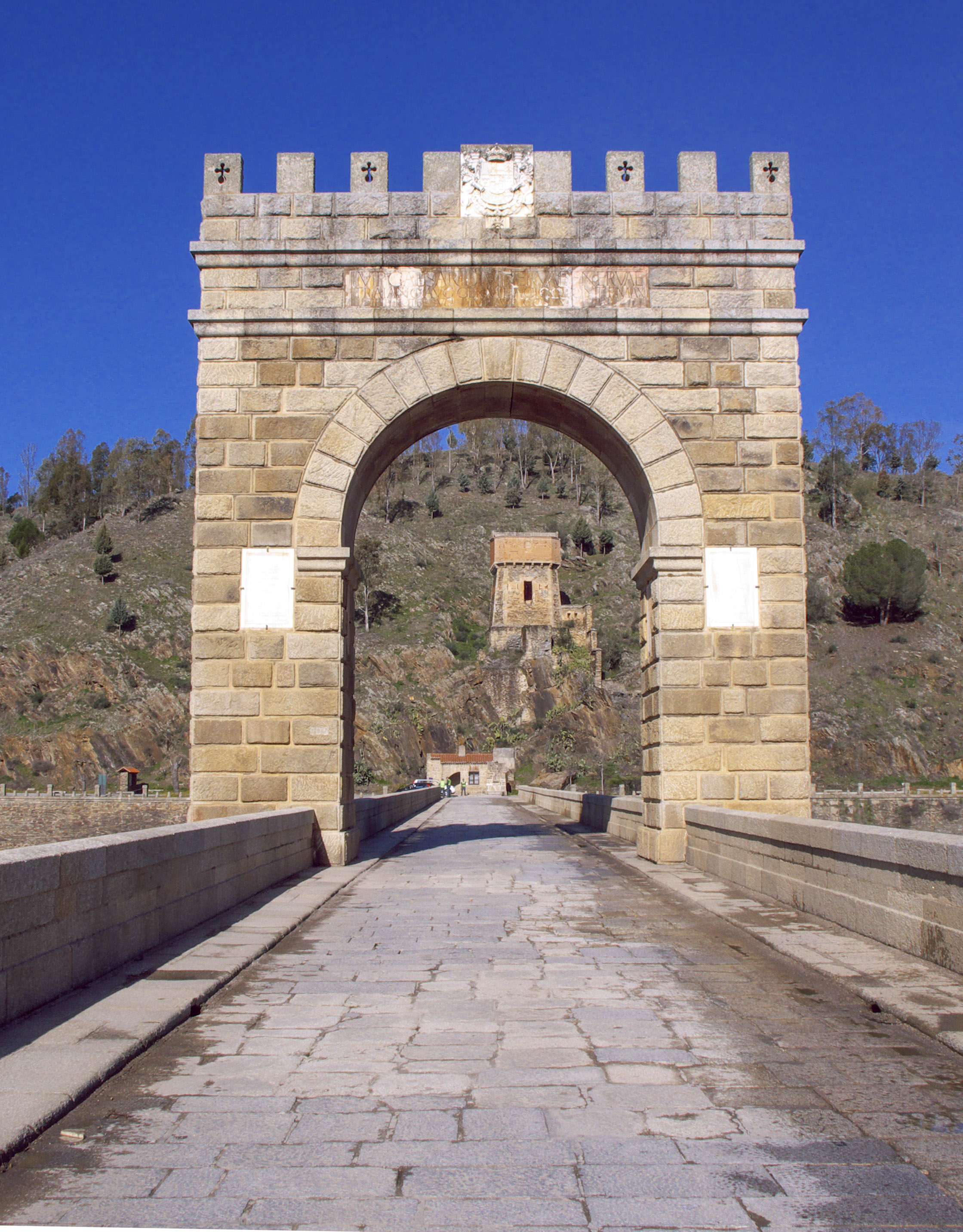
Тріумфальна арка Траяна на мосту Алькантара

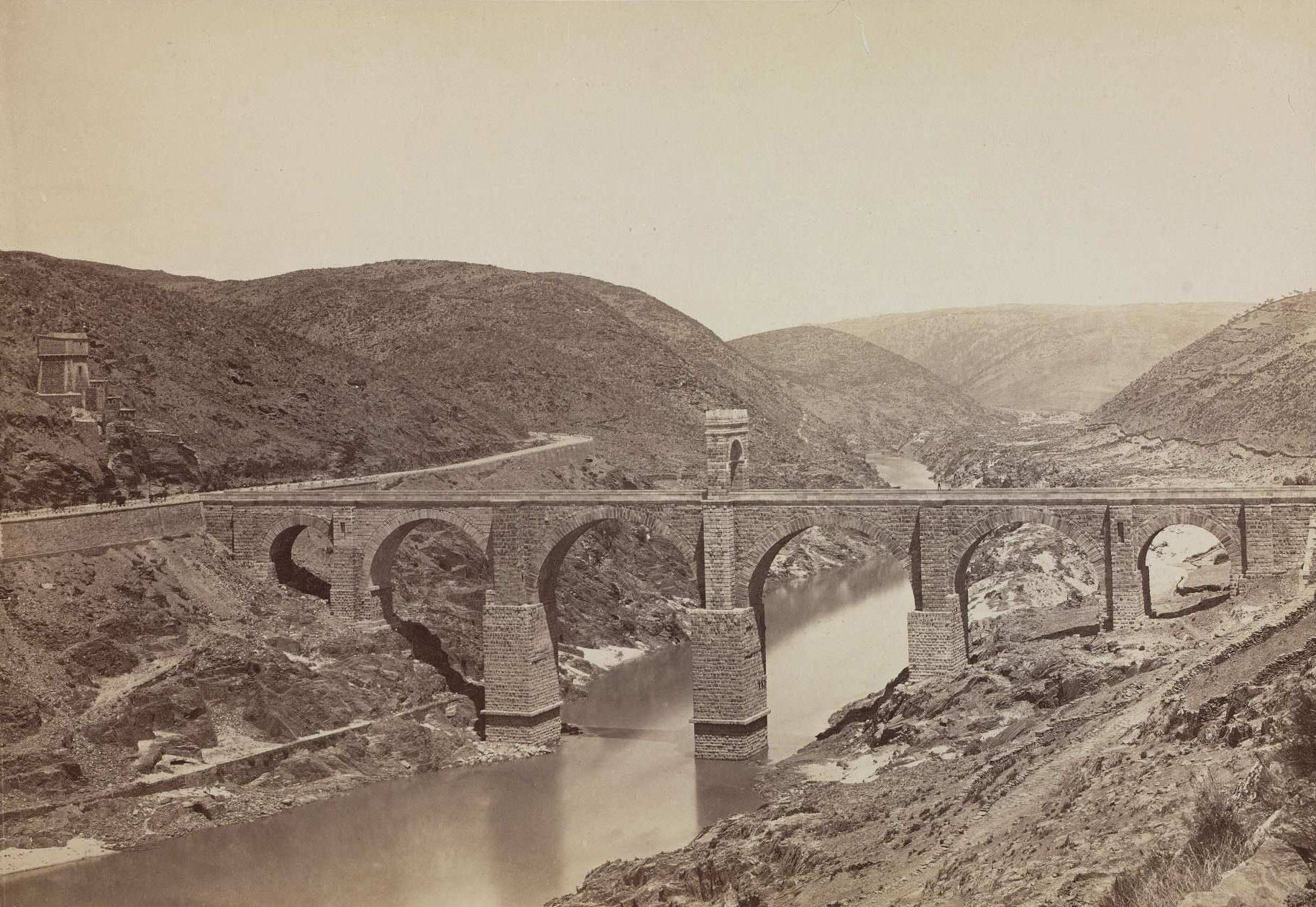
Фото Алькантарського моста (бл. 1870 р.), роботи Жана Лорена, вид з півдня

Алькантарський міст постраждав за час свого існування більше від воєн, ніж від погодних умов. Маври знищили одну з найменших арок 1214  року, хоча вона була відбудована через декілька сторіч, 1543 року, з використанням каменю з оригінальних каменеломень. Друга арка з північно-західної сторони була знищена 1760 року іспанцями з метою зупинки наступу португальців та була відновлена 1762 року Карлом III, але знову була підірвана 1809 року армією Веллінгтона, яка намагалася зупинити французів. 1819 року був виконаний тимчасовий ремонт, але більшість мосту була знову знищена 1836  року карлістами. Міст був відбудований 1860 року з використанням цементної кладки. А після завершення дамби Хосе Марії де Оріол, що дозволило висушити русло річки Тагус, головні колони були повністю відремонтовані 1969 року.

## Розміри
Початково довжина моста була 190 метрів, яка зараз зменшена до 181,7 м. Чисті прольоти шести арок з правого до лівого берега мають довжину 13,6, 23,4, 28,8, 27,4, 21,9 та 13,8 м.

## Подальше читання
- Brown, David J. (1993), Bridges, New York: Macmillan Publishing Company, с. 25, ISBN 0-02-517455-X
- Durán Fuentes, Manuel (2004), La Construcción de Puentes Romanos en Hispania, Santiago de Compostela: Xunta de Galicia, с. 194—200, ISBN 978-84-453-3937-4
- Galliazzo, Vittorio (1994), I ponti romani. Catalogo generale, т. Vol. 2, Treviso: Edizioni Canova, с. 353–358 (No. 754), ISBN 88-85066-66-6 {{citation}}: |volume= має зайвий текст (довідка)
- Graf, Bernhard (2002), Bridges that Changed the World, Munich: Prestel, с. 20—21, ISBN 3-7913-2701-1
- O’Connor, Colin (1993), Roman Bridges, Cambridge University Press, с. 109–111 (SP21), ISBN 0-521-39326-4